# Open Source Media Framework
L'Open Source Media Framework (OSMF) è una struttura o framework di sviluppo gratuita e open source per creare esperienze video sul web e sui computer. OSMF è un framework basato su ActionScript 3.0 puro ed è stato creato da Adobe.
OSMF semplifica lo sviluppo di lettori multimediali permettendo  di assemblare componenti per creare esperienze di alta qualità.
OSMF è progettato per i contenuti editoriali, gli sviluppatori e per l'ecosistema Adobe Flash Platform  e chiunque voglia incorporare video sul proprio sito internet.
OSMF supporta RTMP e lo streaming HTTP, lo scaricamento progressivo, la composizione sequenziale e parallela del video e di altri media, e una struttura interna ed esterna al lettore multimediale.